# Майсторовичи
Майсторовичи (на сръбски: Мајсторовићи) е село в Босна и Херцеговина, разположено в община Власеница, в ентитета на Република Сръбска. Населението му според преброяването през 2013 г. е 49 души, от тях: 49 (100,00 %) сърби.

## Население
Численост на населението според преброяванията през годините:
- 1961 – 132 души
- 1971 – 156 души
- 1981 – 170 души
- 1991 – 125 души
- 2013 – 49 души